# 拉姆齊山
拉姆齊山（英語：Mount Ramsay），是南極洲的山峰，位於南奧克尼群島的勞里島北岸，處於烏拉圭灣西部，海拔高度475米，由蘇格蘭探險隊繪入地圖，現時由南極條約體系管理。